# Риоверде (Риоверде, Сан Луис Потоси)
Риоверде (шп. Rioverde) насеље је у Мексику у савезној држави Сан Луис Потоси у општини Риоверде. Насеље се налази на надморској висини од 990 м.

## Становништво
Према подацима из 2010. године у насељу је живело 53128 становника.

### Хронологија
| Година       | 2000                  | 2005                  | 2010                  |
| ------------ | --------------------- | --------------------- | --------------------- |
| Становништво | 46691 (22186 / 24505) | 49183 (23127 / 26056) | 53128 (25262 / 27866) |

### Попис
| \| \| м \| \| \| ж \| \| 0—2 \| 1.415 \| \| \| 1.413 \| \| 3—5 \| 1.542 \| \| \| 1.552 \| \| 6—11 \| 3.265 \| \| \| 3.122 \| \| 12—14 \| 1.606 \| \| \| 1.612 \| \| 15—17 \| 1.705 \| \| \| 1.746 \| \| 18—24 \| 3.394 \| \| \| 3.706 \| \| 60+ \| 2.504 \| \| \| 2.928 \| \| Просек : \| 28,4 \| \| \| 29,8 \| |       |  |  |       |
| |       |  |  |       |
| | м     |  |  | ж     |
| 0—2 | 1.415 |  |  | 1.413 |
| 3—5 | 1.542 |  |  | 1.552 |
| 6—11 | 3.265 |  |  | 3.122 |
| 12—14 | 1.606 |  |  | 1.612 |
| 15—17 | 1.705 |  |  | 1.746 |
| 18—24 | 3.394 |  |  | 3.706 |
| 60+ | 2.504 |  |  | 2.928 |
| Просек : | 28,4  |  |  | 29,8  |

| #   | Индикатор                                                                                        | Вредност |
| --- | ------------------------------------------------------------------------------------------------ | -------- |
| 1   | Становништво од 0 до 2 године                                                                    | 2828     |
| 2   | Мушко становништво од 0 до 2 године                                                              | 1415     |
| 3   | Женско становништво од 0 до 2 године                                                             | 1413     |
| 4   | Становништво са 3 и више година                                                                  | 49919    |
| 5   | Мушко становништво са 3 и више година                                                            | 23654    |
| 6   | Женско становништво са 3 и више година                                                           | 26265    |
| 7   | Становништво са 5 и више година                                                                  | 47895    |
| 8   | Мушко становништво са 5 и више година                                                            | 22626    |
| 9   | Женско становништво са 5 и више година                                                           | 25269    |
| 10  | Становништво са 12 и више година                                                                 | 40438    |
| 11  | Мушко становништво са 12 и више година                                                           | 18847    |
| 12  | Женско становништво са 12 и више година                                                          | 21591    |
| 13  | Становништво са 15 и више година                                                                 | 37220    |
| 14  | Мушко становништво са 15 и више година                                                           | 17241    |
| 15  | Женско становништво са 15 и више година                                                          | 19979    |
| 16  | Становништво са 18 и више година                                                                 | 33769    |
| 17  | Мушко становништво са 18 и више година                                                           | 15536    |
| 18  | Женско становништво са 18 и више година                                                          | 18233    |
| 19  | Становништво од 3 до 5 година                                                                    | 3094     |
| 20  | Мушко становништво од 3 до 5 година                                                              | 1542     |
| 21  | Женско становништво од 3 до 5 година                                                             | 1552     |
| 22  | Становништво од 6 до 11 година                                                                   | 6387     |
| 23  | Мушко становништво од 6 до 11 година                                                             | 3265     |
| 24  | Женско становништво од 6 до 11 година                                                            | 3122     |
| 25  | Становништво од 8 до 14 година                                                                   | 7535     |
| 26  | Мушко становништво од 8 до 14 година                                                             | 3833     |
| 27  | Женско становништво од 8 до 14 година                                                            | 3702     |
| 28  | Становништво од 12 до 14 година                                                                  | 3218     |
| 29  | Мушко становништво од 12 до 14 година                                                            | 1606     |
| 30  | Женско становништво од 12 до 14 година                                                           | 1612     |
| 31  | Становништво од 15 до 17 година                                                                  | 3451     |
| 32  | Мушко становништво од 15 до 17 година                                                            | 1705     |
| 33  | Женско становништво од 15 до 17 година                                                           | 1746     |
| 34  | Становништво од 18 до 24 године                                                                  | 7100     |
| 35  | Мушко становништво од 18 до 24 године                                                            | 3394     |
| 36  | Женско становништво од 18 до 24 године                                                           | 3706     |
| 37  | Женско становништво од 15 до 49 година                                                           | 14785    |
| 38  | Становништво са 60 и више година                                                                 | 5432     |
| 39  | Мушко становништво са 60 и више година                                                           | 2504     |
| 40  | Женско становништво са 60 и више година                                                          | 2928     |
| 41  | Однос између мушкараца и жена                                                                    | 90.66    |
| 42  | Становништво од нуле до 14 година                                                                | 15527    |
| 43  | Становништво од 15 до 64 године                                                                  | 33269    |
| 44  | Становништво од 65 година и више                                                                 | 3951     |
| 45  | Просечан број деце                                                                               | 2.44     |
| 46  | Становништво рођено у ентитету                                                                   | 47077    |
| 47  | Мушко становништво рођено у ентитету                                                             | 22388    |
| 48  | Женско становништво рођено у ентитету                                                            | 24689    |
| 49  | Становништво рођено у другом ентитету                                                            | 4976     |
| 50  | Мушко становништво рођено у другом ентитету                                                      | 2320     |
| 51  | Женско становништво рођено у другом ентитету                                                     | 2656     |
| 52  | Становништво од 5 година и више резидентно у ентитету у јуну 2005. године                        | 45772    |
| 53  | Мушко становништво старосног доба од 5 година и више, резидентно у ентитету у јуну 2005. године  | 21419    |
| 54  | Женско становништво старосног доба од 5 и више година, резидентно у ентитету у јуну 2005. године | 24353    |
| 55  | Становништво од 5 година и више које је живело у другом ентитету у јуну 2005. године             | 941      |
| 56  | Мушко становништво старије од 5 година које је живело у другом ентитету у јуну 2005. године      | 422      |
| 57  | Женско становништво старије од 5 година које је живело у другом ентитету у јуну 2005. године     | 519      |
| 58  | Становништво од 3 године и више које говори аутохтони језик                                      | 191      |
| 59  | Мушко становништво старо 3 године и више које говори аутохтони језик                             | 103      |
| 60  | Женско становништво старо 3 године и више које говори аутохтони језик                            | 88       |
| 61  | Становништво од 3 године и више које говори аутохтони језик и не говори шпански језик            | 0        |
| 62  | Мушко становништво старо 3 године и више које говори аутохтони језик и не говори шпански         | 0        |
| 63  | Женско становништво старо 3 године и више које говори аутохтони језик и не говори шпански језик  | 0        |
| 64  | Становништво старо 3 године и више које говори аутохтони језик и шпански                         | 132      |
| 65  | Мушко становништво старо 3 године и више које говори аутохтони језик и шпански                   | 67       |
| 66  | Женско становништво старо 3 године и више које говори аутохтони језик и шпански                  | 65       |
| 67  | Становништво од 5 година и више које говори аутохтони језик                                      | 188      |
| 68  | Становништво од 5 година и више које говори аутохтони језик и не говори шпански језик            | 0        |
| 69  | Становништво од 5 година и више које говори аутохтони језик и говори шпански језик               | 131      |
| 70  | Становништво у домородачким домаћинствима                                                        | 487      |
| 71  | Становништво са ограничењима у активностима                                                      | 2202     |
| 72  | Становништво са ограниченим ходањем или кретањем, горе или доле                                  | 1256     |
| 73  | Становници са ограничењима вида, чак и уз кориштење сочива                                       | 593      |
| 74  | Становништво са ограничењима говора, комуникације или конверзације                               | 213      |
| 75  | Становништво са ограниченим слухом                                                               | 202      |
| 76  | Становништво са ограничењима при одевању, купању или јелу                                        | 137      |
| 77  | Становништво са ограничењима у опажању или учењу једноставних ствари                             | 104      |
| 78  | Становништво са менталним ограничењима                                                           | 253      |
| 79  | Становништво без ограничења активности                                                           | 50380    |
| 80  | Становништво од 3 до 5 година које не похађа школу                                               | 885      |
| 81  | Мушко становништво од 3 до 5 година које не похађа школу                                         | 453      |
| 82  | Женско становништво од 3 до 5 година које не похађа школу                                        | 432      |
| 83  | Становништво од 6 до 11 година које не похађа школу                                              | 113      |
| 84  | Мушко становништво од 6 до 11 година које не похађа школу                                        | 72       |
| 85  | Женско становништво од 6 до 11 година које не похађа школу                                       | 41       |
| 86  | Становништво од 12 до 14 година које не похађа школу                                             | 171      |
| 87  | Мушко становништво од 12 до 14 година које не похађа школу                                       | 99       |
| 88  | Женско становништво од 12 до 14 година које не похађа школу                                      | 72       |
| 89  | Становништво од 15 до 17 година похађа школу                                                     | 2371     |
| 90  | Мушко становништво од 15 до 17 година похађа школу                                               | 1125     |
| 91  | Женско становништво између 15 и 17 година живота у школи                                         | 1246     |
| 92  | Становништво од 18 до 24 године похађа школу                                                     | 1979     |
| 93  | Мушко становништво од 18 до 24 године похађа школу                                               | 952      |
| 94  | Женско становништво од 18 до 24 године похађа школу                                              | 1027     |
| 95  | Становништво од 8 до 14 година које не може да чита и пише                                       | 149      |
| 96  | Мушко становништво старосног доба од 8 до 14 година које не може да чита и пише                  | 97       |
| 97  | Женско становништво старосног доби од 8 до 14 година које не може да чита и пише                 | 52       |
| 98  | Становништво од 15 година и више које је неписмено                                               | 2449     |
| 99  | Мушко становништво од 15 година и више које је неписмено                                         | 1055     |
| 100 | Женско становништво од 15 година и више које је неписмено                                        | 1394     |
| 101 | Становништво старо 15 и више година без школовања                                                | 2981     |
| 102 | Мушко становништво старо 15 и више година без школовања                                          | 1360     |
| 103 | Женско становништво старо 15 и више година без школовања                                         | 1621     |
| 104 | Становништво старосног доба 15 и више година са непотпуним основним образовањем                  | 4558     |
| 105 | Мушко становништво старосног доба од 15 година и више са непотпуном основним образовањем         | 2239     |
| 106 | Женско становништво старосног доба 15 и више година са непотпуном основним образовањем           | 2319     |
| 107 | Становништво старо 15 и више година са комплетним основним образовањем                           | 5127     |
| 108 | Мушко становништво старо 15 година и више са комплетним основним образовањем                     | 2291     |
| 109 | Женско становништво старо 15 и више година са комплетним основним образовањем                    | 2836     |
| 110 | Становништво старосног доба 15 и више година са непотпуним средњим образовањем                   | 2281     |
| 111 | Мушко становништво старосног доба од 15 година и више са непотпуним средњим образовањем          | 1237     |
| 112 | Женско становништво старосног доба од 15 година и више са непотпуним средњим образовањем         | 1044     |
| 113 | Становништво старо 15 и више година са пуним секундарном образовањем                             | 8497     |
| 114 | Мушко становништво старосног доба од 15 година и више са пуним секундарном образовањем           | 3879     |
| 115 | Женско становништво старосног доба од 15 година и више са пуним секундарном образовањем          | 4618     |
| 116 | Становништво старије од 18 година са постосновним образовањем                                    | 12239    |
| 117 | Мушко становништво старије од 18 година са постосновним образовањем                              | 5624     |
| 118 | Женско становништво старије од 18 година са постосновним образовањем                             | 6615     |
| 119 | Просечна оцена школовања                                                                         | 8.64     |
| 120 | Просечан ниво образовања мушке популације                                                        | 8.59     |
| 121 | Просечан ниво образовања женског становништва                                                    | 8.68     |
| 122 | Економски активно становништво                                                                   | 21958    |
| 123 | Економски активна мушка популација                                                               | 13649    |
| 124 | Економски активна женска популација                                                              | 8309     |
| 125 | Становништво које није економски активно                                                         | 18250    |
| 126 | Мушко становништво које није економски активно                                                   | 5044     |
| 127 | Женско становништво које није економски активно                                                  | 13206    |
| 128 | Запослено становништво                                                                           | 20654    |
| 129 | Запослено мушко становништво                                                                     | 12608    |
| 130 | Запослено женско становништво                                                                    | 8046     |
| 131 | Незапослена популација                                                                           | 1304     |
| 132 | Незапослена мушка популација                                                                     | 1041     |
| 133 | Незапослена женска популација                                                                    | 263      |
| 134 | Становништво без права на здравствене услуге                                                     | 14856    |
| 135 | Становништво које има право на здравствене услуге                                                | 37801    |
| 136 | Становништво које има право на ИМСС                                                              | 12929    |
| 137 | Становништво које има право на социјално осигурање                                               | 4335     |
| 138 | Становништво које има право на државно социјално осигурање                                       | 122      |
| 139 | Становништво које има право на опште осигурање или здравствено осигурање за нову генерацију      | 19449    |
| 140 | Становништво које је било једном или није било у браку током 12 година и више                    | 15368    |
| 141 | Венчано или уједињено становништво од 12 година и више                                           | 20981    |
| 142 | Становништво које је било у браку или уједињено 12 година и више                                 | 4019     |
| 143 | Становништво са католичком религијом                                                             | 48507    |
| 144 | Протестанти, еванђелисти и библијски следбеници различити од еванђелиста                         | 3019     |
| 145 | Становништво са другим религијама различитим од претходних                                       | 25       |
| 146 | Становништво без религије                                                                        | 857      |
| 147 | Укупно пописаних домаћинства                                                                     | 13012    |
| 148 | Пописна домаћинства на челу са мушкарцима                                                        | 9300     |
| 149 | Пописна домаћинства на челу са женама                                                            | 3712     |
| 150 | Становништво у пописним домаћинствима                                                            | 52667    |
| 151 | Становништво у пописним домаћинствима на челу са мушкарцима                                      | 39101    |
| 152 | Становништво у пописним домаћинствима на челу са женама                                          | 13566    |
| 153 | Укупно домаћинстава                                                                              | 16101    |
| 154 | Укупно насељених домаћинстава                                                                    | 13140    |
| 155 | Укупно приватних кућа                                                                            | 15973    |
| 156 | Насељени приватни домови                                                                         | 13012    |
| 157 | Укупно насељених приватних кућа                                                                  | 13134    |
| 158 | Ненасељене приватне куће                                                                         | 2087     |
| 159 | Појединачна домаћинства за привремену употребу                                                   | 874      |
| 160 | Становници у насељеним приватним кућама                                                          | 52667    |
| 161 | Насељеност станара у приватним становима                                                         | 4.05     |
| 162 | Просечно становника по соби у приватним насељеним домаћинствима                                  | 1.05     |
| 163 | Појединачна домаћинства са подовима од различитих материјала од земље                            | 11611    |
| 164 | Појединачна домаћинства у приземљу                                                               | 1334     |
| 165 | Појединачна домаћинства са једном спаваћом собом                                                 | 4067     |
| 166 | Појединачна домаћинства са две спаваће собе и више                                               | 8882     |
| 167 | Појединачна домаћинства са једним собом                                                          | 617      |
| 168 | Појединачна домаћинства са две собе                                                              | 2055     |
| 169 | Појединачна домаћинства са 3 собе и више                                                         | 10266    |
| 170 | Појединачна домаћинства која имају електрично светло                                             | 12791    |
| 171 | Појединачна домаћинства која немају електрично светло                                            | 162      |
| 172 | Појединачна домаћинства која имају водоводну воду у стамбеном простору                           | 12230    |
| 173 | Појединачна домаћинства која немају водоводну воду у стамбеном простору                          | 702      |
| 174 | Појединачна домаћинства која имају тоалет                                                        | 12779    |
| 175 | Појединачна домаћинства која имају канализацију                                                  | 12513    |
| 176 | Појединачна домаћинства која немају канализацију                                                 | 383      |
| 177 | Појединачна домаћинства која имају електрично светло, довод воде из јавне мреже и канализацију   | 11872    |
| 178 | Појединачна домаћинства без икаквих услова                                                       | 138      |
| 179 | Појединачна домаћинства која имају радио                                                         | 10658    |
| 180 | Појединачна домаћинства која имају телевизор                                                     | 12362    |
| 181 | Појединачна домаћинства која имају фрижидер                                                      | 11386    |
| 182 | Појединачна домаћинства која имају машину за веш                                                 | 10455    |
| 183 | Појединачна домаћинства која имају аутомобил или комби                                           | 6217     |
| 184 | Појединачна домаћинства која имају рачунар                                                       | 3757     |
| 185 | Појединачна домаћинства која имају фиксну телефонску линију                                      | 5662     |
| 186 | Појединачна домаћинства која имају мобилни телефон                                               | 9224     |
| 187 | Појединачна домаћинства која имају приступ интернету                                             | 2468     |
| 188 | Величина локације                                                                                | 10       |